# Titularbistum Lesina
Lesina ist ein Titularbistum der römisch-katholischen Kirche. 
Es geht zurück auf einen früheren Bischofssitz in der Stadt Lesina, die sich in der italienischen Region Apulien befindet. Das Bistum bestand vom 13. Jahrhundert bis 1818 und gehörte der Kirchenprovinz Benevento an. 
| Titularbischöfe von Lesina |                                        |                                                            |                   |                    |
| Nr.                        | Name                                   | Amt                                                        | von               | bis                |
| 1                          | Joseph Mary Marling CPPS               | emeritierter Bischof von Jefferson City (USA)              | 2. Juli 1969      | 16. Januar 1976    |
| 2                          | Emilio Bianchi di Cárcano              | Weihbischof in Azul (Argentinien)                          | 24. Februar 1976  | 14. April 1982     |
| 3                          | João d’Avila Moreira Lima              | Weihbischof in São Sebastião do Rio de Janeiro (Brasilien) | 21. Juni 1982     | 30. September 2011 |
| 4                          | Sampathawaduge Maxwell Grenville Silva | Weihbischof in Colombo (Sri Lanka)                         | 28. November 2011 |                    |